# Ellen Feiss
Ellen Feiss (født 1987 i USA) blev på rekordtid kendt på internettet og i Mac-kredse, da hun i 2002 medvirkede i en af Apples såkaldte "switch"-reklamefilm. I reklamen havde Ellen lidt rødsprængte øjne og var lidt rødmosset, hvad der førte til rygter om at hun var stofpåvirket.
| Citat       | I’m friends with the son of the director, Errol Morris. I’m friends with his son Hamilton. I went with him after school, him and two of my friends. We didn’t think we were going to make ads; we were just going to get the free set food. So we go there, and they’re like, “We need a couple more people, so I guess the three of you can make ads.” So we all made ads, and me and Hamilton’s got picked. I had no idea I was going to do it until I got there. | Citat |
| Ellen Feiss | |       |

Feiss' popularitet voksede til et punkt, hvor hun blev inviteret til at være med i både David Lettermans og Jay Lenos tv-programmer, hvilket hun dog takkede nej til i begge tilfælde.
I september 2005 filmdebuterede Feiss i den franske kortfilm Bed and Breakfast. Regissørerne Martin Beilby og Loïc Moreau havde set Feiss i reklamefilmen og tilbød hende rollen.

## Ekstern kilde/henvisning
- ellenfeiss.net Arkiveret 26. september 2006 hos  Wayback Machine (fanwebsite)